# نيويورك سيتي إي بريكس 2018
نيويورك سيتي إي بريكس 2018 (السباق 1) (بالإنجليزية: 2018 New York City ePrix)‏ هو سباق سيارات فورمولا إي الكهربائية
أقيم بتاريخ 14 يوليو 2018 في Brooklyn Street Circuit ‏، الولايات المتحدة، وكان السباق 11 من أصل 12 في بطولة العالم للفورمولا إي 2017–18، وكان أول المنطلقين سيباستيان بويمي.
فاز بالمركز الأول  لوكاس دي غراسي، وكان صاحب أسرع لفة فيليكس روزنكفيست ‏.